# Koby Israelite
Koby Israelite (Tel Aviv, 23 novembre 1966) è un polistrumentista, compositore, produttore discografico, cantautore e bandleader israeliano.
Con la Tzadik Records di John Zorn, ha pubblicato quattro album acclamati dalla critica:
- Dance of the Idiots (2003),
- Mood Swings (2005)
- Orobas: Book of Angels Volume 4 (2006)
- Is He Listening? (2009).

King Papaya, il suo lavoro più sperimentale fino ad oggi, è uscito indipendentemente nel 2009 ottenendo recensioni molto positive.
Oltre a se stesso, produce diversi artisti, girando in tutto il mondo e collaborando con numerose compagnie teatrali, cinematografiche e televisive.

## Discografia
- 1999 - Tequila Girls
- 2001 - I Think Therefore I'm Not Sure
- 2003 - Dance of the Idiots
- 2005 - Mood Swings
- 2006 - Orobas: Book of Angels Volume 4
- 2009 - King Papaya
- 2009 - Is He Listening?
- 2013 - Blues From Elsewhere

## Fonti esterne
- Sito ufficiale, su kobyisraelite.com.